# نيك ساندبرغ
نيك ساندبرغ (17 أكتوبر 1958 تونسبرغ النرويج - ) هو لاعب كرة قدم نرويجي. لعب 5 مباريات.

## مسيرته

### مسيرته مع المنتخبات الوطنية
- 1976 - 1976 لعب مع منتخب النرويج تحت 19 سنة لكرة القدم مباراتين.
- 1982 - 1983 لعب مع منتخب النرويج تحت 21 سنة لكرة القدم مباراتين.
- 1983 - 1983 لعب مع منتخب النرويج لكرة القدم مباراة.

## روابط خارجية
- نيك ساندبرغ على موقع اتحاد النرويج (النرويجية)
- نيك ساندبرغ على موقع عالم كرة القدم.نت (الإنجليزية)